# Kąkolewnica Wschodnia
Kąkolewnica Wschodnia – część wsi Kąkolewnica we wschodniej Polsce położona w województwie lubelskim, w powiecie radzyńskim, w gminie Kąkolewnica.
Do końca 2010 odrębna wieś, siedziba gminy Kąkolewnica Wschodnia. 
W latach 1954–1972 wieś należała i była siedzibą władz gromady Kąkolewnica Wschodnia. W latach 1975–1998 miejscowość administracyjnie należała do województwa bialskopodlaskiego.
Miejscowość stanowi sołectwo gminy Kąkolewnica.